# Sanabria (Argentina)
Sanabria es una localidad argentina ubicada en el departamento General San Martín de la provincia de Córdoba.
Se encuentra sobre la ruta provincial 4, 10 km al sur de Villa Nueva y 15 km al norte de Ausonia. ´Se desarrolló sobre la estación Sanabria del Ferrocarril San Martín.
El paraje no pertenece a ninguna comuna, pertenece a la pedanía de Villa Nueva aunque recibe algunos servicios de Ausonia; ambas comunas se disputan la jurisdicción de Sanabria. Cuenta con un templo católico, escuela primaria y un salón de fiestas.

## Población
Cuenta con 92 habitantes (Indec, 2022), lo que representa un incremento del 16% frente a los 77 habitantes (Indec, 2010) del censo anterior.
| Gráfica de evolución demográfica de Sanabria entre 1991 y 2022 |
|                                                                |
| Fuente: Censos nacionales del INDEC                            |